# Бхавачакра
Бхавача́кра (санскр. भवचक्र [bhavacakra]; пали भभचक्क [bhavacakka] дословно — «колесо взаимозависимого происхождения»), Колесо́ бытия́ (тиб. སྲིད་པའི་འཁོར་ལོ་ srid pa’i 'khor lo) — воплощение сансары в буддистском представлении, в форме круга (мандалы), буддийское учение о причинности (пратитья-самутпада), которое Будда постиг под древом бодхи. Изображённое на мандале колесо трактуется как двенадцатичленная формула бытия, включающее в себя помимо символического изображения 12 звеньев взаимозависимого происхождения также пять местопребываний буддийской космологии и другие астрологические или космологические структуры.
На изображениях колесо, символизирующее бхавачакру, сжимает клыками и лапами бог смерти Яма Дхармараджа в виде черепахи. Это значит, что законы причинности действуют в сфере страстей (кама-дхату). В центре круга изображают свинью, змею и петуха, хватающих друг друга и являющихся символами невежества (авидья), гнева и страсти (моха, рага и двеша) — три базовых аффекта (клеша), источника страдания и, следовательно, перерождений (если особь была захвачена вихрем страстей, её ждёт перерождение). В круге вокруг них изображают добродетельных людей, чей путь устремлён на небеса, и фигуры недобродетельных людей, которых, связанными, демоны тащат в ад. На 5—6 сегментах между спицами изображаются сцены жизни существ сферы кама-дхату: шести миров жителей ада, асуров, голодных духов, людей, животных и богов — как видов перерождения; порядок перерождения передан 12 изображениями на ободе колеса, символизирующих 12 звеньев цепи взаимозависимого происхождения как формулы данного учения, описывающей цикл перерождений, состоящий из трех жизней особи в сансаре.
Закон гласит, что
1. Авидья: изначально особь пребывает в невежестве (символ — слепец[4])
2. Самскара: карма обусловливает перерождение (символ — горшечник[4])
3. Виджняна: перерождение начинается с пробуждения сознания, происходящем ещё на этапе эмбриогенеза, этап различения (обезьяна[4])
4. Нама-рупа[англ.]: на том же этапе развития возникают основы образного и чувственного познания (человек, переправляющийся на лодке[4])
5. Шад-аятана[англ.]: соответственно карме закладываются органы чувств и мышление (6 видов познания, благоустроенный дом[4])
6. Спарша: особь становится способна к восприятию (обнимающиеся мужчина и женщина[4])
7. Ведана: чувственные переживания, которые особь испытывает на втором году жизни (человек со стрелой в глазу[4])
8. Тришна: по мере развития возникает жажда вожделения и т. п. (человек с чашей вина[4])
9. Упадана: появляется стремление к достижению целей (человек, собирающий плоды[4])
10. Бхава: особь всё больше совершает проступков и погружается в заблуждения (мужчина и женщина в собственном доме[4])
11. Джати[англ.]: раз так, то особь вновь ждёт рождение (роженица[4])
12. Джара-марана[англ.]: следовательно — старение и смерть (человек несёт труп к месту кремации[4]).